# Napoleão Lapathiotis
Napoleão Lapathiotis (31 de outubro de 1888 — 7 de janeiro de 1944) foi um escritor grego.